# Before the Worst
Before the Worst è un brano musicale del gruppo irlandese pop rock The Script pubblicato come quinto singolo estratto dall'album di debutto omonimo. Il brano ha raggiunto la #10 nella classifica dell'Australia ed è stato certificato oro, mentre il video è stato filmato a Belfast, nell'Irlanda del Nord.

## Tracce
- 7" vinyl[2]

1. "Before The Worst" - 3:23
2. "Bullet From A Gun" - 4:10

- CD single[3]

1. "Before The Worst" - 3:23
2. "Bullet From A Gun" - 4:10

- Australian CD single[4]

1. "Before The Worst" - 3:23
2. "Before The Worst" (Armand Van Helden Remix) - 5:46
3. "Before The Worst" (Live at the Islington Academy, 8 April 2008) - 4:03
4. "Before The Worst" (Demo Version) - 3:11